# Уильямс, Бетти
Бетти Уильямс (англ. Betty Williams; 22 мая 1943 — 17 марта 2020) — лауреат Нобелевской премии мира 1976 года совместно с Мейрид Корриган, соосновательница Сообщества мирных людей (Community of Peace People). Деятельность данной организации способствовала мирному урегулированию кровавого конфликта в Северной Ирландии.

## Миротворческая деятельность
Родилась в относительно редкой для Северной Ирландии смешанной семье (отец — протестант, мать — католичка).
10 августа 1976 года Уильямс стала случайным свидетелем того, как машина одного из боевиков ИРА Дэнни Леннона (Danny Lennon), смертельно раненного британскими военными, задавила насмерть трёх детей. Мать всех троих Анна Магуайр (Anne Maguire) осталась жива, но в 1980 году она покончила жизнь самоубийством в Новой Зеландии.
Через два дня после происшествия Уильямс собрала 6000 подписей под петицией в пользу мира, приобретя попутно популярность в СМИ. Вместе с Мейрид Корриган, сестрой Анны Магуайр, она основывает организацию Женщины за мир (Women for Peace), которая потом будет преобразовано в Сообщество мирных людей. В создании последнего им помогла журналистка Кьяран Маккеон (Ciaran McKeown), которая стала автором Декларации сообщества и организовала митинг в её поддержку.

Первая декларация мирных людей.
- У нас есть простое послание миру от имени нашего миротворческого движения.
- Мы хотим жить и любить, созидая справедливое и мирное общество.
- Мы желаем для нас и наших детей жизнь в радости и мире, независимо от того, находимся ли мы дома, на работе или на отдыхе.
- Мы признаём, что для создания такого общества необходимы самоотверженность, трудолюбие и мужество.
- Мы признаём, что общество изобилует проблемами, которые являются источником конфликтов и насилия.
- Мы признаём, что каждая выпущенная пуля и каждая взорвавшаяся бомба делает нашу работу более трудной.
- Мы выступаем против использования бомб, пуль и всех методов насилия.
- Мы посвящаем себя тому, чтобы вместе с нашими соседями, близкими и далёкими, работать над созиданием такого мирного общества, где известные нам трагические события ушли бы в прошлое и служили лишь постоянным напоминанием.

(подписи)

В 1977 году Уильямс и Корриган вручили Нобелевскую премию мира (за 1976 год). В 1978 году все три учредительницы сообщества покинули свои посты, дав возможность новым активистам проявить себя.

## Личная жизнь
Отец Уильямс м-р Смит (Mr. Smyth) был мясником, а мать — домохозяйкой. Начальное образование она получила в школе имени Св. Терезы (St. Teresa’s Primary School), а среднее — в грамматической школе Св. Доминика (St. Dominic’s Grammar school). 14 июня 1961 года она вышла замуж за Ральфа Уильямса. У неё родились сын Пол, который стал футболистом, игравшим в английских профессиональных клубах и сборной Северной Ирландии, а затем дочь Дебора. В 1982 году она развелась и вышла повторно замуж за Джеймса Т. Перкинса, переехала во Флориду, США. Занималась чтением популярных лекций. В ходе одной из таких лекций в Брисбене, Австралия, она выразила горячее желание убить президента США Джорджа Буша, который повинен в развязывании войны, приводящей к гибели невинных детей.